# Erland von Koch
Erland von Koch opr. Sigurd Christian Jag Erland Vogt von Koch (født 26. april 1910 i Stockholm, Sverige - død 31. januar 2009) var en svensk komponist, dirigent, organist, pianist, lærer og korleder.
Koch studerede orgel og korledelse på Musikkonservatoriet i Stockholm (1931-1935), for herefter at studere komposition, direktion og klaver i Tyskland og Frankrig hos Paul Höffer, Clemens Krauss og Claudio Arrau (1936-1938). Han skrev seks symfonier, orkesterværker, kammermusik, balletmusik, børneoperaer, klaverstykker, sange, scenemusik etc. Koch underviste som lærer i musikteori og harmonilærer på Musikkonservatoriet i Stockholm. Han var også i en periode dirigent for Stockholms Radio Orkester.

## Udvalgte værker
- Symfoni nr. 1 (1938) - for orkester
- Symfoni nr. 2 "Dalecarlien Symfoni" (1944) - for orkester
- Symfoni nr. 3 (1948) - for orkester
- Symfoni nr. 4 "Seriøs Symfoni" (1961) - for orkester
- Symfoni nr. 5 "Lapponica" (1986-1987) - for orkester
- Symfoni nr. 6 "Red jorden" (1991-1992) - for orkester